# فرانسيسكو مارتينو
فرانسيسكو مارتينو (بالإيطالية: Francesco Martino)‏ هو لاعب جمباز فني إيطالي، ولد في 14 يوليو 1900 في باري في إيطاليا، وتوفي بنفس المكان في 10 أكتوبر 1965.

## وصلات خارجية
- فرانسيسكو مارتينو على موقع الاتحاد الدولي للجمباز (licence) (الإنجليزية)
- فرانسيسكو مارتينو على موقع الاتحاد الدولي للجمباز (biography) (الإنجليزية)
- فرانسيسكو مارتينو على موقع اللجنة الأولمبية الدولية (الإنجليزية)
- فرانسيسكو مارتينو على موقع أوليمبيديا (الإنجليزية)
- فرانسيسكو مارتينو على موقع اللجنة الأولمبية الإيطالية (الإيطالية)